# Mubadala Abu Dhabi Open 2025
Mubadala Abu Dhabi Open 2025  byl tenisový turnaj na ženském profesionálním okruhu WTA Tour, hraný v Mezinárodním tenisovém centru Zayedova sportovního města na tvrdém povrchu Laykold. Čtvrtý ročník Abu Dhabi Open probíhal mezi 3. a 8. únorem 2025 v Abú Zabí, hlavním městě Spojených arabských emirátů.
Turnaj dotovaný 1 064 510 dolary byl čtvrtou sezónní událostí v kategorii WTA 500. Nejvýše nasazenou singlistkou se opět stala pátá tenistka světa a obhájkyně trofeje Jelena Rybakinová z Kazachstánu, kterou v semifinálůe vyřadila Bencicová. Jako poslední přímá účastnice se do dvouhry – v době ukončení přihlášek – kvalifikovala 36. hráčka žebříčku Amanda Anisimovová, která však do Abú Zabí nepřicestovala.
V důsledku invaze Ruska na Ukrajinu na konci února 2022 řídící organizace tenisu ATP, WTA a ITF s grandslamy rozhodly, že ruští a běloruští tenisté mohli dále na okruzích startovat, ale do odvolání nikoli pod vlajkami Ruska a Běloruska.
První trofej po narození dcery vyhrála 27letá Švýcarka Belinda Bencicová, čímž vybojovala devátý singlový titul na okruhu WTA Tour a šestý v úrovni WTA 500. Abúzabskou událost ovládla i při druhé účasti, když na ni triumfovala již v roce 2023. Roli favoritek ve čtyřhře zvládly nejvýše nasazené, Lotyška Jeļena Ostapenková s Australankou Ellen Perezovou, které získaly první společnou trofej.

## Rozdělení bodů a finančních odměn

### Rozdělení bodů
| Soutěž  | Soutěž      | vítězky | finalistky | semifinalistky | čtvrtfinalistky | 16 v kole | 28 v kole | Q  | Q2 | Q1 |
| ------- | ----------- | ------- | ---------- | -------------- | --------------- | --------- | --------- | -- | -- | -- |
| dvouhra | [ 2 ] [ 7 ] | 500     | 325        | 195            | 108             | 60        | 1         | 25 | 13 | 1  |
| čtyřhra | [ 8 ]       | 500     | 325        | 195            | 108             | 1         | —         | —  | —  | —  |

### Finanční odměny
| Soutěž                                | Soutěž      | vítězky   | finalistky | semifinalistky | čtvrtfinalistky | 16 v kole | 28 v kole | Q2      | Q1      |
| ------------------------------------- | ----------- | --------- | ---------- | -------------- | --------------- | --------- | --------- | ------- | ------- |
| dvouhra                               | [ 2 ] [ 7 ] | 164 000 $ | 101 000 $  | 59 000 $       | 28 695 $        | 15 700 $  | 11 300 $  | 7 625 $ | 3 900 $ |
| čtyřhra                               | [ 8 ]       | 54 300 $  | 33 000 $   | 19 160 $       | 9 840 $         | 6 000 $   | —         | —       | —       |
| částky ve čtyřhře jsou uvedeny na pár |             |           |            |                |                 |           |           |         |         |

## Ženská dvouhra

### Nasazení
| Stát                          | Hráčka                     | WTA | Nasazení |
| ----------------------------- | -------------------------- | --- | -------- |
| Kazachstán                    | Jelena Rybakinová          | 5.  | 1.       |
| Španělsko                     | Paula Badosová             | 10. | 2.       |
|                               | Darja Kasatkinová          | 11. | 3.       |
| Kazachstán                    | Julia Putincevová          | 20. | 4.       |
|                               | Ljudmila Samsonovová       | 21. | 5.       |
|                               | Anastasija Pavljučenkovová | 23. | 6.       |
| Lotyšsko                      | Jeļena Ostapenková         | 26. | 7.       |
| Kanada                        | Leylah Fernandezová        | 27. | 8.       |
| Žebříček WTA k 27. lednu 2025 |                            |     |          |

### Jiné formy účasti
Následující hráčky obdržely divokou kartu do hlavní soutěže:
- Belinda Bencicová
- Caroline Garciaová
- Emma Raducanuová
- Markéta Vondroušová

Následující hráčky postoupily z kvalifikace:
- Sonay Kartalová
- Sofia Keninová
- McCartney Kesslerová
- Wakana Sonobeová
- Katie Volynetsová
- Renata Zarazúová

Následující hráčky postoupily z kvalifikace jako šťastné poražené:
- Veronika Kuděrmetovová
- Mojuka Učidžimová

### Odhlášení
před zahájením turnaje
- Jekatěrina Alexandrovová → nahradila ji  Mojuka Učidžimová
- Polina Kuděrmetovová → nahradila ji Veronika Kuděrmetovová
- Katie Boulterová → nahradila ji  Lulu Sunová
- Danielle Collinsová → nahradila ji  Magda Linetteová
- Beatriz Haddad Maiová → nahradila ji  Rebecca Šramková
- Dajana Jastremská  → nahradila ji  Jüan Jüe

## Ženská čtyřhra

### Nasazení
| Stát                                                                      | Hráčka                 | Stát       | Hráčka            | WTA | Nasazení |
| ------------------------------------------------------------------------- | ---------------------- | ---------- | ----------------- | --- | -------- |
| Lotyšsko                                                                  | Jeļena Ostapenková     | Austrálie  | Ellen Perezová    | 17. | 1.       |
| USA                                                                       | Asia Muhammadová       | Nizozemsko | Demi Schuursová   | 39. | 2.       |
| USA                                                                       | Desirae Krawczyková    | Mexiko     | Giuliana Olmosová | 49. | 3.       |
| Francie                                                                   | Kristina Mladenovicová | Čína       | Čang Šuaj         | 51. | 4.       |
| Žebříček WTA k 27. lednu 2025; číslo je součtem umístění obou členek páru |                        |            |                   |     |          |

### Jiné formy účasti
Následující páry obdržely do čtyřhry divokou kartu:
- Bethanie Matteková-Sandsová /  Lucie Šafářová
- Laura Samson  /  Markéta Vondroušová

## Přehled finále

### Ženská dvouhra
- Belinda Bencicová vs.  Ashlyn Kruegerová, 4–6, 6–1, 6–1

### Ženská čtyřhra
- Jeļena Ostapenková /  Ellen Perezová vs.  Kristina Mladenovicová /  Čang Šuaj, 6–2, 6–1